# 2018年男子アジアパシフィックファウストボール選手権大会
第2回アジアパシフィックファウストボール選手権大会は、オーストラリアのメルボルンにて、2018年11月21日から24日にかけて行われたファウストボールの国際大会である。
オーストラリアは初めてアジアパシフィックファウストボール選手権大会を主催した。

## 参加国
ニュージーランド、サモアはこの大会に初参加した。
| 参加国           |
| ---------------- |
| オーストラリア   |
| インド           |
| ニュージーランド |
| サモア           |

## スケジュール
4か国で予選ラウンドが開催された。

### 予選ラウンド
| 2018年11月22日（木曜日） |                  |   |                  |                                                      |
| 1                        | オーストラリア   | – | サモア           | 4:0 (11:06, 11:05, 11:06, 11:05)                     |
| 2                        | ニュージーランド | – | サモア           | 4:1 (11:06, 11:08, 13:15, 11:06, 11:06)              |
| 2018年11月23日（金曜日） |                  |   |                  |                                                      |
| 3                        | インド           | – | ニュージーランド | 0:4 (04:11, 09:11, 07:11, 06:11)                     |
| 4                        | オーストラリア   | – | インド           | 4:0 (11:05, 11:05, 11:08, 11:04)                     |
| 5                        | インド           | – | サモア           | 4:0 (11:09, 11:05, 15:13, 11:06)                     |
| 6                        | オーストラリア   | – | ニュージーランド | 3:4 (11:05, 11:4, 11:07, 08:11, 09:11, 12:14, 03:11) |

| 順位 | 国               | 試合数 | セット | 勝ち点 |
| ---- | ---------------- | ------ | ------ | ------ |
| 1    | ニュージーランド | 3      | 12:4   | 6      |
| 2    | オーストラリア   | 3      | 11:4   | 4      |
| 3    | インド           | 3      | 4:8    | 2      |
| 4    | サモア           | 3      | 1:12   | 0      |

### 準決勝
| 2018年11月24日（土曜日） |                  |   |        |                                         |
| 7                        | ニュージーランド | – | サモア | 4:1 (11:06, 11:09, 11:08, 08:11, 12:10) |
| 8                        | オーストラリア   | – | インド | 4:0 (11:05, 11:04, 11:03, 11:02)        |

### 3位決定戦
| 2018年11月24日（土曜日） |        |   |        |        |
| 9                        | サモア | – | インド | 1:4 () |

### 決勝戦
| 2018年11月24日（土曜日） |                  |   |                |                                                   |
| 10                       | ニュージーランド | – | オーストラリア | 4:3 (3:11, 15:13, 7:11, 11:9, 6:11, 12:10, 12:10) |

## 最終結果
| 順位 | 国               |
| ---- | ---------------- |
| 1    | ニュージーランド |
| 2    | オーストラリア   |
| 3    | インド           |
| 4    | サモア           |